# 2004 واي ايتش 32 (كويكب)
2004 واي إتش 32 (ويعرف أيضًا باسم (144908) 2004 واي إتش 32 وفق تسمية الكوكب الصغير) (بالإنجليزية: 2004 YH32) هو كويكب ضمن حزام الكويكبات؛ وترتيبه 144908 من حيث الاكتشاف.
اكتُشف هذا الجُرم الفلكي بواسطة Siding Spring Survey ‏ في 1 ديسمبر 2004.
هو جرم  قنطوري ودموكلويد يدور حول الشمس بزاوية ميل عالية جدًا تبلغ حوالي 80 درجة.[3] اكتُشف في 18 ديسمبر 2004 بواسطة مسح سايدنج سبرينغ في مرصد سايدنج سبرينغ بأستراليا. يبلغ قطر هذا الجسم الغير العادي حوالي 12 كيلومترًا (7.5 ميل).[1]

## مداره وتصنيفه
يدور حول الشمس على مسافة تتراوح بين 3.6 و12.8 وحدة فلكية مرة كل 23 عامًا و4 أشهر (8520 يومًا) ؛ نصف محوره الرئيسي  يبلغ 8.16 وحدة فلكية). ويبلغ انحراف مداره المركزي  0.57 درجة، وميله 79 درجة بالنسبة لمسار الشمس.[3] بدأ قوس رصد هذا الجسم برصده الرسمي في مرصد سايدينغ سبرينغ في ديسمبر 2004.

## خصائصه الفيزيائية
يفترض أرشيف جونستون بياضًا قياسيًا قدره 0.09، ويحسب قطرًا قدره 12 كيلومترًا بناءً على قدر مطلق قدره 12.9.

## وصلات خارجية
- 2004 واي ايتش 32 (كويكب) في قاعدة بيانات مختبر الدفع النفاث لأجرام النظام الشمسي الصغيرة

- الاكتشاف · مخطط المدار ·  العناصر المدارية · المعلمات المادية

- 2004 واي ايتش 32 (كويكب) على موقع ويكي سكاي: DSS2, SDSS, GALEX, IRAS, Hydrogen α, X-Ray, Astrophoto, Sky Map, Articles and images